# 김제영 (영화 감독)
김제영은 대한민국의 영화 감독이다.

### 영화
- 2006년 영화 《예의없는 것들》 ... 조명부
- 2008년 영화 《방울토마토》 ... 제작부
- 2008년 영화 《동행》 ... 감독
- 2012년 영화 《원더풀 라디오》 ... 각본
- 2013년 영화 《밤의 여왕》 ... 각본 & 감독
- 2015년 영화 《미쓰 와이프》 ... 각본
- 2016년 영화 《날, 보러와요》 ... 각색
- 2016년 영화 《그래서 나는 안티팬과 결혼했다》 ... 각본 & 감독
- 2018년 영화 《치즈인더트랩》 ... 감독

### 드라마
- 2023년 ENA 수목 미니시리즈 《유괴의 날》 ,,, 집필

## 수상
- 2008년 제2회 공주 신상옥 청년 국제영화제 최우수감독상
- 2008년 제6회 아시아나단편영화제 채널CGV상